# How It Feels to Be Run Over
How It Feels to Be Run Over je britský němý film z roku 1900. Režisérem je Cecil Hepworth (1873–1953). Film trvá necelou minutu a premiéru měl ve Spojeném království v červenci 1900. Jedná se o jeden z mnoha filmů své doby, který divákům předkládá obraz působivého zážitku bez složitého vyprávění.
Film je považován za jeden z prvních filmů s titulky. O prvenství se pře například se snímkem Roberta W. Paula Our New General Servant z roku 1898, který je však považován za ztracený. Jedná se rovněž o jeden z prvních filmů, který zobrazuje automobil. Ten Hepworth zobrazil také ve svém snímku Explosion of a Motor Car (1900).

## Děj
Film zachycuje cestu, po které projede kočár. Za ním je vidět přijíždějící automobil, který narazí do kamery. Poté následuje střih a v černém pozadí se začnou jednotlivě zobrazovat slova: Oh! / Mother / will / be / pleased (v češtině „Ach, maminka bude mít radost.“), přičemž černá karta se slovem Mother se ve filmu nedochovala.

## Obsazení
| Cecil Hepworth | řidič     |
| May Clark      | pasažérka |